# Intrusion (film, 1999)
Pour le film de 2015, voir Intrusion (film, 2015).
Pour les articles homonymes, voir Intrusion.
Pour plus de détails, voir Fiche technique et Distribution.
Intrusion, ou La femme de l'astronaute au Québec (The Astronaut's Wife) est un film de science fiction américain réalisé par Rand Ravich, sorti en 1999.

## Synopsis
Deux minutes d'interruption entre la navette spatiale et la base terrestre ont suffi pour bouleverser la vie des deux astronautes qui sont cependant revenus alors que tout semblait compromis. Spencer Armacost survit mais son collègue meurt sans que les explications officielles satisfassent un ingénieur de la NASA. 
Un corps céleste en perdition se serait glissé dans les corps des deux Américains lors de la rupture de communication. L'intrus se serait reproduit en utilisant les deux corps, mais un seul supporte sa présence. L'objectif de cette vie parasitaire est de se reproduire.

## Fiche technique
- Titres français : Intrusion ( France) et La femme de l'astronaute ( Québec)
- Titre original : The Astronaut's Wife
- Réalisation : Rand Ravich
- Scénario : Rand Ravich
- Production : Mark Johnson, Donna Langley, Andrew Lazar, Diana Pokorny et Brian Witten
- Société de production : New Line Cinema, Mad Chance
- Musique : George S. Clinton
- Photographie : Allen Daviau
- Montage : Timothy Alverson et Steve Mirkovich (en)
- Pays d'origine :  États-Unis
- Format : Couleurs - 1,85:1
- Genre : Thriller, science fiction
- Durée : 109 minutes
- Date de sortie : 17 novembre 1999[1]

## Distribution
Légende : VF = Version française[réf. nécessaire] et VQ = Version québécoise
- Johnny Depp (VF : Damien Boisseau ; VQ : Gilbert Lachance) : Commandant Spencer Armacost
- Charlize Theron (VF : Rafaèle Moutier ; VQ : Camille Cyr-Desmarais) : Jillian Armacost
- Joe Morton (VF : Pascal Renwick ; VQ : Daniel Picard) : Sherman Reese, représentant de la NASA
- Clea DuVall (VF : Déborah Perret ; VQ : Christine Bellier) : Nan
- Donna Murphy (VF : Michèle Buzynski ; VQ : Claudine Chatel) : Natalie Streck
- Nick Cassavetes : Capitaine Alex Streck
- Samantha Eggar (VQ : Louise Rémy) : Dr. Patraba
- Gary Grubbs : directeur de la NASA
- Blair Brown (VQ : Élizabeth Lesieur) : Shelly McLaren
- Tom Noonan : Jackson McLaren
- Julian Barnes : serveur
- Cole Sprouse : jumeau
- Dylan Sprouse : jumeau